# Малки пожари навсякъде
„Малки пожари навсякъде“ (на английски: Little Fires Everywhere) е американски драматичен минисериал, базиран на едноименния роман, написан от Селесте Инг. Премиерата му е на 18 март 2020 г. и съдържа 8 епизода. Главните роли в сериала се изпълняват от Рийз Уидърспун и Кери Уошингтън, които са също изпълнителни продуценти на сериала, заедно с Лиз Тигелар, Лорен Леви и Пилар Савоне.

## Актьорски състав
- Рийз Уидърспун – Елена Ричардсън,[2] журналистка, хазяйка и майка на четири тийнейджъри.
- Кери Уошингтън – Мия Уорън,[2] талантлива художничка, която работи като сервитьорка, и майка на Пърл.
- Джошуа Джаксън – Бил Ричардсън,[2] съпруг на Елена и адвокат.
- Розмари ДеУит – Линда Маккълоу,[2] приятелка на Елена от детството.
- Джейд Петиджон – Лекси Ричардсън,[2] по-голямата дъщеря на Елена и Бил, и ученичка с високи оценки.
- Лекси Ъндърууд – Пърл Уорън,[2] дъщеря на Мия, ученичка и поетеса.
- Меган Стот – Изи Ричардсън,[2] най-малката дъщеря на Изи, художничка и черната овца на семейството.
- Гавин Люис – Муди Ричардсън,[2] най-малкият син на Елена и Бил.
- Джордан Елсас – Трип Ричардсън,[2] най-големият син на Елена и Бил.

## В България
В България сериалът започва излъчване по Стар Лайф на 4 октомври 2023 г. с разписание всяка сряда от 22:00 ч. Дублажът е на Андарта Студио и екипът се състои от:
| Преводач            | Мина Тонева                                                                     |
| Редактор            | Милена Павлова                                                                  |
| Тонрежисьор         | Галина Наумова                                                                  |
| Режисьор на дублажа | Чавдар Монов                                                                    |
| Озвучаващи артисти  | Елена Грозданова Ани Василева Златина Тасева Момчил Степанов Станислав Димитров |